# المحشاية (إب)

تعديل مصدري - تعديل

المحشاية هي إحدى قرى عزلة البحريين بمديرية إب التابعة لمحافظة إب، بلغ تعداد سكانها 650 نسمة حسب تعداد اليمن لعام 2004.